# 魔戒電影三部曲原創人物列表
本列表列出了彼得·傑克森改編自托爾金小說的《魔戒電影三部曲》中的原創角色。

## 阿爾多
阿爾多（Aldor），由紐西蘭演員布魯斯·奧佩斯飾演，是洛汗國的一名老年士兵，在聖盔谷與哈瑪之子哈拉斯並肩防衛。強獸人大軍面對聖盔谷挑釁之時，阿爾多射出了第一支箭殺死一名強獸人，他之後的最終命運是未知的。

## 布里哥
布里哥（Brego）是洛汗國的一匹馬，原先属于希優頓之子希優德。當希優德遭半獸人殺害後， 遊俠亞拉岡用辛達族精靈語使躁動不安的布里哥安靜下來，並讓在一旁的伊歐玟把牠野放。
后来，亞拉岡被白袍巫師薩魯曼派出的狼騎士拋下悬崖掉入河中，昏倒在沙灘上。這時布里哥來到，臥在一邊讓受伤的亞拉岡可以爬到牠的背上，並成功將他載到聖盔谷。在《魔戒三部曲：王者再臨》中，亞拉岡在進入亡者之道時，布里哥不肯進入，便掙脫了韁繩離去。目前还不清楚亞拉岡在前往黑门所騎乘的馬匹是否為布里哥，虽然兩者顏色很類似。
在大部分時候，布里哥是由一匹棗色的荷兰温血公马Uraeus飾演的。在Uraeus的电影生涯開始前，牠是國際馬術運動聯合會的盛裝舞步明星，牠的騎師Lockie Richards赢得了新西兰国家盛装舞步的冠軍。

## 伊歐參及菲黛
伊歐參（Éothain，由Sam Comery飾演）和菲黛（Freda，由Olivia Tennet飾演），是一對年幼的洛汗兄妹。在薩魯曼派出的登蘭德野人和半獸人席捲村落時，他们的母亲莫玟（由罗宾·马尔科姆飾演） 送他們去伊多拉斯警告希優頓。之後伊歐參及菲黛隨著眾人一同撤離伊多拉斯趕往聖盔谷避難，並在那裡與母親團聚。
在原著小說中，伊歐參是伊歐墨部下的騎士，他在《雙城奇謀》中參與攻擊俘虜梅里和皮聘的強獸人部隊，后来他們在洛汗平原上遇到了亞拉岡和他的同伴，伊歐參不像伊歐墨那樣信任他們，並反对伊歐墨將马送給亞拉岡他們，特别是矮人金靂。

## 菲格威特
菲格威特（Figwit，由布雷特·麦肯齐飾演），最早在《魔戒首部曲：魔戒現身》的愛隆會議上登場，之後又在瑞文戴爾精靈前往灰港岸的路上出場。 Figwit的名字是「Frodo Is Great，Who Is That？」問題的首字母縮寫，據說是第一次在《魔戒首部曲：魔戒現身》中見到該角的影迷構想出的。

## 哈拉斯
哈拉斯（Haleth，由卡倫·吉汀斯飾演），洛汗禁衛軍隊長哈瑪的兒子，參與了聖盔谷之戰，之前他的父親哈瑪遭座狼殺害；亞拉岡在戰前曾鼓勵了哈拉斯。在小說裡，哈瑪在聖盔谷被殺，並沒提及到他有家庭。托尔金曾使用哈拉斯作為两个不同性別角色的名字：洛汗國王聖盔·槌手的兒子，出现在《魔戒》附录中；及第一紀元哈拉丁人的女領袖，出现在《精灵宝钻》和《未完成的故事》中。

## 伊奧拉斯
伊奧拉斯（Irolas，由伊恩·休斯飾演）。是米那斯提力斯的衛隊隊長，在法拉墨從奥斯吉力亚斯撤退後首次出現，傳達攝政王的意思。
這個角色的名字來自原著小說中伯幾爾的叔叔伊奧拉斯（Iorlas）。本來該角色最初是是被命名為貝瑞貢（Beregond）， 即伯幾爾的父親，還將协助皮聘從迪耐瑟的火葬堆上救下法拉墨；但在DVD評論裡說明了該角在電影只是個小角色，不值得正式將他命名為"貝瑞貢"。

## 盧茲
盧茲（Lurtz ）是電影首部曲中主要的反角之一，第一個被萨鲁曼製造出來的強獸人，並成為強獸人一族的領袖。他毫不在乎任何人，甚至是自己的部下；在他剛出生時便立即殺死了一名哥布林。
後來，他被主子萨鲁曼賦予奪取至尊魔戒的任務，奉命領導部下在阿蒙漢山丘攻击魔戒遠征隊。在戰鬥中他用三支箭在遠處射中波罗莫（在小說裡，波罗莫是中了許多支箭才死去的）。在他准备要徹底殺死波羅莫時，被趕來的亞拉岡所阻止。經過一番戰鬥後，盧茲為其砍断右臂及刺穿身體，但他仍拉住亞拉岡的剑进一步刺入他自己的體內以便再试图攻擊他，但亞拉岡則迅速將盧茲斬首。
跟半獸人葛斯摩一樣，盧茲由新西兰演员勞倫斯·馬可飾演。盧茲的名称从来没有在電影中被提及，只是從DVD評論及相關商品中得知的。

## 馬迪爾
馬迪爾（Madril，由约翰·巴赫飾演）。伊西力安遊俠的領袖，法拉墨的副手，在《魔戒二部曲：雙城奇謀》及《魔戒三部曲：王者再臨》中登場。
馬迪爾也是捕获佛罗多和山姆到伊西力安的隊伍成員之一，他在遊俠的藏身之地漢納斯安南和法拉墨商討作戰計畫。在法拉墨率軍抵達奥斯吉力亚斯後，馬迪爾向他報告了防衛部隊的狀態。在法拉墨要释放弗罗多和山姆離開時，馬迪爾也提醒了他如果选择這樣做，便會被父王處死，但法拉墨仍然决心让他们走。
在《魔戒二部曲：雙城奇謀》的電影加長版中，波罗莫和法拉墨於奥斯吉力亚斯庆祝胜利時，馬迪爾也出現在背景裡。
在奧斯吉力亞斯被襲擊的當晚，馬迪爾告知法拉墨他已经派出探子前往凱爾安卓斯来确定北方半獸人的行動。然而，半獸人已偷偷乘船渡過安都因河來到西岸。馬迪爾与法拉墨並肩战斗，指挥一群弓箭手射擊敵人。在馬迪爾的建議下，法拉墨讓守軍撤退，馬迪爾在途中落後被一個半獸人打倒在地，而其他的幸存者則逃向米那斯提力斯。當馬迪爾未斷氣時，半獸人首領葛斯摩來到他面前，用長矛將他撤底殺死，並宣布人類時代已經結束。
馬迪爾的名字已失去了辛達精靈語的意思，因为它是剛鐸第一位宰相馬迪爾·佛龍威（ Mardil Voronwë）名字的換位。

## 莫玟
莫玟（Morwen，由罗宾·马尔科姆飾演），是一名洛汗國婦女，伊歐參及菲黛的母親，最終在聖盔谷與兒女重聚。
莫玟的名字源自小說中兩個角色——胡林的妻子、圖林與妮諾爾的母亲莫玟（Morwen）；以及賽哲爾的妻子及希優頓的母親，洛汗人Morwen Steelsheen。

## 夏酷
夏酷（Sharku），由傑德·布羅菲飾演，萨鲁曼的狼骑士隊長。在影片中，他和他的同伴被薩魯曼派出攻击正前往聖盔谷途中的洛汗人。亞拉岡在抓住他的座狼時刺中了他的喉嚨，隨後重傷將死的他告诉金靂和勒苟拉斯亞拉岡已墜崖身亡的消息。狼骑士的襲击是電影编剧創造出來的。在小說中，夏酷的名字 Sharkû是薩魯曼的部下對薩魯曼的稱呼，為「老人」的意思；在薩魯曼控制夏爾時，該名稱被他的手下改为「夏基」（Sharkey）繼續沿用。

## 外部連結
- Brego，有關布里哥的更多資料。
- Brego （页面存档备份，存于）在《紐西蘭先驅報》上的文章。